# Den Russiske Revolution 1917
Den Russiske Revolution 1917 er en betegnelse for en periode med politisk og social omvæltninger i det tidligere Russiske Kejserrige, som blev indledt i begyndelse af 1917 midt under 1. verdenskrig. Perioden var karakteriseret af to selvstændige revolutioner, som hver afstedkom et regime- og magtskifte i det tidligere Russiske Kejserrige. Revolutions perioden blev efterfulgt af den Russiske Borgerkrig, som blev udkæmpet i perioden fra 1917 til 1922.
Revolutions perioden i 1917 blev indledt med den såkaldte Februarrevolution, som endte med, at zar Nikolaj 2. måtte abdicere. I stedet kom den liberale russiske provisoriske regering til magten, som var blev udråbt af storfyrsten Aleksandrovitj – bror til Nikolaj 2. – som selv havde nægtet at acceptere tronen. Den provisoriske regering forblev upopulær, særligt grundet dens fortsatte støtte til at forblive og kæmpe i 1. verdenskrig.
Februarrevolutionen blev efterfulgt af den såkaldte Oktoberrevolutionen, hvor en bolsjevikisk-ledet opstand – støttet af titusindvis af soldater – resulterede i, at oprørerne besatte flere regeringsbygninger i Petrograd, herunder Vinterpaladset (hovedsædet for den provisoriske regering). Den anden Alrussiske Sovjetkongres vedtog efterfølgende – da de hørte at Vinterpaladset var faldet – et dekret, der overførte magten til sovjetterne af arbejder-, soldater- og bønderdeputerede og blåstemplede således revolutionen. Den efterfølgende dag udpeget Sovjetkongressen Folkekommissærernes råd, som var ledet af Vladimir Lenin. 
Da Oktoberrevolutionen ikke var universelt anerkendt, ledte den til den Russiske Borgerkrig, som ville vare indtil 1923. Borgerkrigen blev udkæmpet mellem de "røde" (bolsjevikkerne) og fjender af det bolsjevikiske regime (uafhængige, monarkister, liberale og anti-bolsjevikiske socialistiske partier), der tilsammen kaldes Den Hvide Hær. Efterhånden som krigen skred frem, begyndte RSFSR også at etablere sovjetisk magt i de nyligt uafhængige republikker, der havde løsrevet sig fra det Russiske Kejserrige. I sidste ende medførte dannelsen af Sovjetunionen i slutningen af 1922.
Den russiske revolution var en af de mest skelsættende begivenheder i det 20. århundrede. Revolutionen afstedkom ikke blot oprettelsen af Sovjetunionen og de deraf afledte begivenheder, men blev også startskuddet til en række kommunistiske revolutioner og revolutionsforsøg verden over.

## Baggrund
Den russiske revolution i 1905 var en væsentlig faktor, der medvirkede til at skabe grobunden for revolutionerne i 1917. Begivenhederne på den Blodige Søndag – som var de hændelser, der igangsatte 1905-revolutionen – skabte landsdækkende protester og soldatermytteri. Et råd af arbejdere kaldet Sankt Petersborg-sovjetten blev oprettet i dette kaos. Mens 1905-revolutionen i sidste ende blev knust, og lederne af Sankt Petersborg-sovjetten blev arresteret, lagde dette fundamentet for den senere Petrograd-sovjet samt andre revolutionære bevægelser. 1905-revolutionen ledte også til dannelsen af en Duma (parlamentet), der senere ville danne den provisoriske regering efter februar-revolutionen 1917.
Den udløsende årsag til 1905-revolutionen havde været den russisk-japanske krig (1904-1905), som havde øget det økonomisk pres på et i forvejen presset russiske samfund gennem f.eks. højere fødevarepriser. Her havde ligeledes den omfattende industrialisering af det russiske samfund været en central årsagsforklaring for 1905-revolutionen, ligesom dette vedblev med at være en årsagsforklaring for de stigende sociale uroligheder og 1917-revolutionen.
Industrialiseringen i det Russiske Kejserrige skete meget senere end i Vesteuropa og USA. Selvom de indledende faser af den russiske industrialisering pågik i begyndelsen af 1800-tallet, tog den russiske industrialisering for alvor fart mod slutningen af 1800-tallet. Alene mellem 1900 og 1913 øgedes industriproduktionen pr. indbygger med næsten 50%.[kilde mangler] Mens den industrielle revolution leverede store økonomiske fremskridt, havde den også uforudsete konsekvenser. De nye fabrikker i byerne drog tusindvis af jordløse bønder ind i byerne på jagt efter arbejde. Denne urbanisering medførte at befolkningen i byerne steg kraftigt – alene i Sankt Peterborg steg befolkningen med knap 50.000 indbyggere om året fra 1890 og frem til 1917. De russiske byer var dog ikke rustet til den hurtige byvækst, hvilket ledte til forskellige sociale problemer og dannelsen af en potentielt revolutionær klasse.
Baggrunden for den russiske industrialisering var da heller ikke et ønske om at forbedre forholdene for arbejderne, men overvejende en konsekvens af det militære og teknologiske pres fra Vesten.[kilde mangler] Behovet for at opretholde et stærkt forsvar på et primitivt økonomisk grundlag havde givet statsmagten en særlig styrke i Rusland, som den bevarede helt op til Sovjetunionens sammenbrud. For at kunne gennemføre stadige militære moderniseringer, måtte den pålægge befolkningen overdrevne byrder, og det bremsede den naturlige økonomiske udvikling i landet og hindrede opkomsten af et handels- og industriborgerskab i vestlig forstand.[kilde mangler]

## Februarrevolutionen
I begyndelsen af 1917 havde mange folk i Petrograd mistet troen på det zaristiske regime. Tusindvis af arbejdere oversvømmede derfor Petrograds gader for at vise deres utilfredshed. Den første store protest fandt sted den 18. februar G.S. (3. marts N.S), da arbejdere fra Putilov-fabrikken, Petrograds største industrianlæg, annoncerede en strejke for at demonstrere mod regeringen. Den 22. februar G.S. (7. marts N.S.) forlod zaren fronten.
Den 23. februar G.S. (8. marts N.S.) fik Putilov-demonstranter følgeskab af kvinder, der fejrede den internationale kvindedag og protesterede mod regeringens gennemførte fødevarerationering. Der cirkulerede rygter om fødevaremangel, idet den russiske regering var begyndt at rationere mel og brød, hvilket fik optøjer til at bryde ud i Petrograd. Især kvinder var passionerede i at vise deres utilfredshed med det implementerede rationeringssystem, og de kvindelige arbejdere marcherede til nærliggende fabrikker for at rekruttere over 50.000 arbejdere til strejkerne. Både mænd og kvinder oversvømmede Petrograds gader og krævede en ende på russisk fødevaremangel, afslutningen på 1. verdenskrig og enden på autokratiet.
Den efterfølgende dag, den 24. februar G.S. (9. marts N.S.), fyldte næsten 200.000 demonstranter gaderne og krævede, at zaren skulle træde tilbage og lade en mere progressiv politisk leder komme til magten. Demonstranterne opfordrede samtidig til, at krigen skulle afsluttes, og at det russiske monarki skulle væltes. Den 25. februar G.S. (10. marts N.S.) blev næsten alle industrivirksomheder i Petrograd lukket af opstanden. Selvom alle forsamlinger på gaden var strengt forbudt, var omkring 250.000 mennesker ude og strejke.
Til at begynde med var demonstrationerne spontane og uplanlagte, men i takt med de voksede, begyndte både liberale og venstreorienterede at koordinere dem. Demonstrationerne udviklede sig voldeligt, og det kom til kampe mellem demonstranterne og politiet og militæret. Den 26. februar G.S blev 150 demonstranter dræbt, da hæren fik ordre til at åbne ild mod dem. Men næste dag sluttede soldaterne i Petrograd sig til oprøret; de ville ikke skyde på andre russere og var trætte af den strenge disciplin i hæren. Demonstranterne og soldaterne indtog i fællesskab Vinterpaladset og tvang zar Nikolaj II til at abdicere. Ledelsen af Rusland blev hurtigt overdraget til Dumaen, der undgik et modangreb fra de styrker, som ikke deltog i revolutionen og med lethed kunne have indtaget Petrograd.

## Oktoberrevolutionen
Oktoberrevolutionen blev ledet af Vladimir Lenin, der efter den Russiske Borgerkrig (1918-1921) blev den første leder af Sovjetunionen.
Den 25. oktober (efter den julianske kalender, 7. november efter den gregorianske kalender) gjorde arbejdermilitser fra Bolsjevikpartiet (kommunisterne) og Petrograds sovjetråd (Den Røde Garde) oprør mod den provisoriske regering i Petrograd. Oprøret i Petrograd blev koordineret af Trotskij. Det forløb næsten uden blodsudgydelse. Den Røde Garde overtog kontrollen med regeringsfaciliteterne. Natten mellem den 7. og den 8. november (25-26 oktober, JK) angreb og overtog den Vinterpaladset. Den 8. november blev officiel dato for revolutionen efter overgangen til den gregorianske kalender i 1918.
Oktoberrevolutionen adskilte sig fra februarrevolutionen ved, at den ikke voksede ud af en masseopstand, og ved at den var planlagt, selv om den ikke gik efter planen. Oprettelsen af Folkekommissærernes Råd betød ikke andet, end at bolsjevikkerne nu havde magten i Petrograd. I begyndelsen af november fik de efter hårde kampe også kontrollen over Moskva.
I 1918 sluttede det nye styre fred med Tyskland og trak sig ud af Første Verdenskrig. Det blev dråben, der fik bægeret til at flyde over for styrets modstandere i ind- og udland. Omfattende væbnet opstand mod det bolsjevikiske styre begyndte, og Den Russiske Borgerkrig var en realitet. Den varede de næste tre år, til den bolsjevikiske magtovertagelse var endeligt sikret. Sovjetunionen blev oprettet i 1922.

## Eksterne links
- Temaarkiv på Modkraft.dk Arkiveret 31. december 2010 hos  Wayback Machine – Artikelarkiv mv. lavet Tidskriftscentret ([kilde mangler])
- Artikel om revolutionen i anledningen af den russiske revolutions 85-årsdag del 1 Arkiveret 2. august 2007 hos  Wayback Machine del 2 Arkiveret 2. august 2007 hos  Wayback Machine
- Den Russiske Revolution 1. del Arkiveret 2. marts 2012 hos  Wayback Machine Hæfte af Marie Frederiksen fra Socialistisk Standpunkt.
- Dele af denne artikel stammer fra leksikon.org Arkiveret 8. januar 2006 hos  Wayback Machine – Leksikon for det 21. århundrede